# Kozibród porolistny

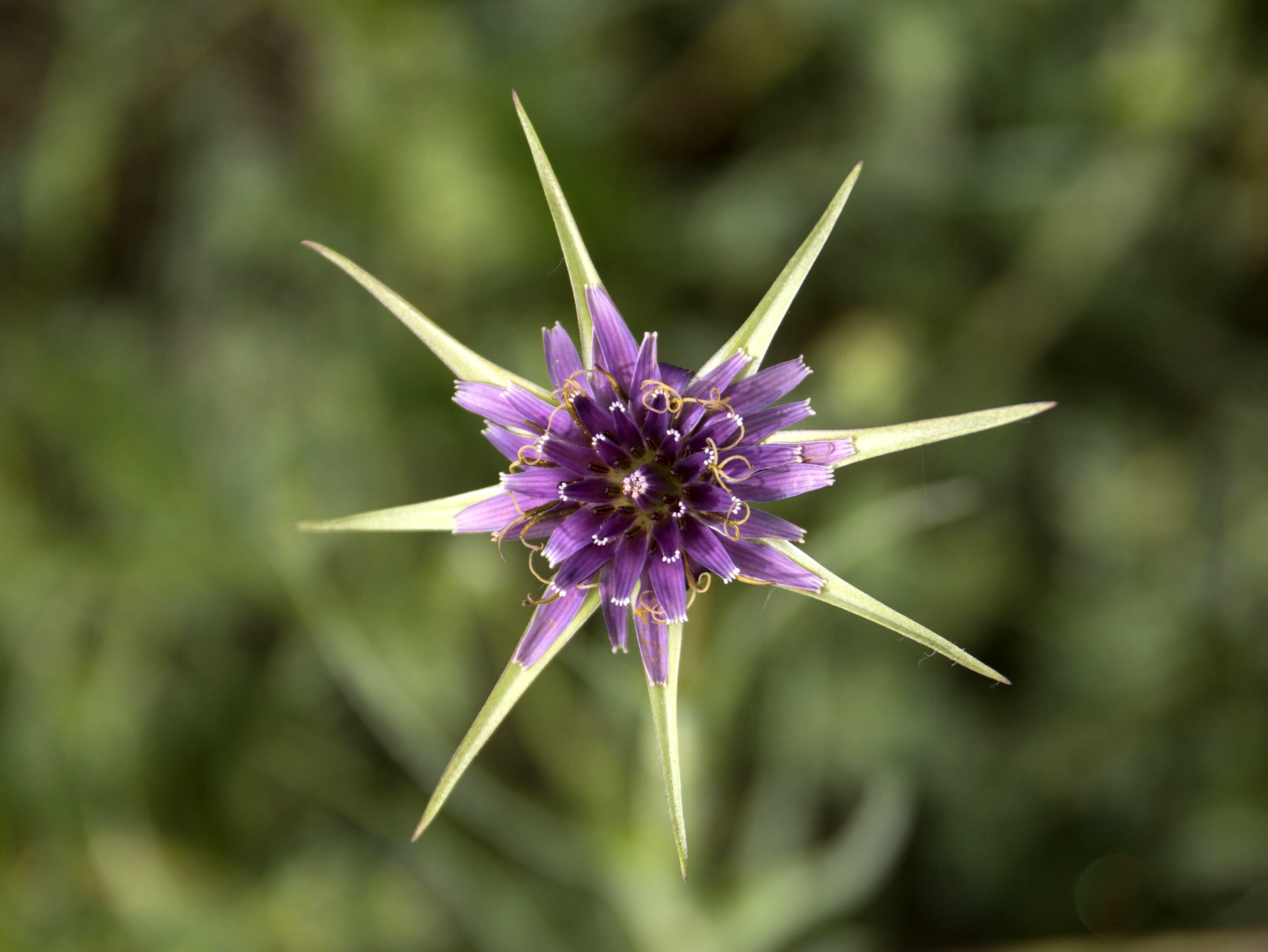
Tragopogon porrifolius

Kozibród porolistny, salsefia, (Tragopogon porrifolius L.) – gatunek dwuletniej rośliny z rodziny astrowatych (Asteraceae). W stanie dzikim występuje na obszarze krajów śródziemnomorskich: w Europie Południowej, Turcji, Algierii, Maroku, Libii i Tunezji.
Korzeń salsefii jest jadalny, przy czym z racji podobieństwa bywa mylony z korzeniem pasternaka i skorzonery.

## Morfologia

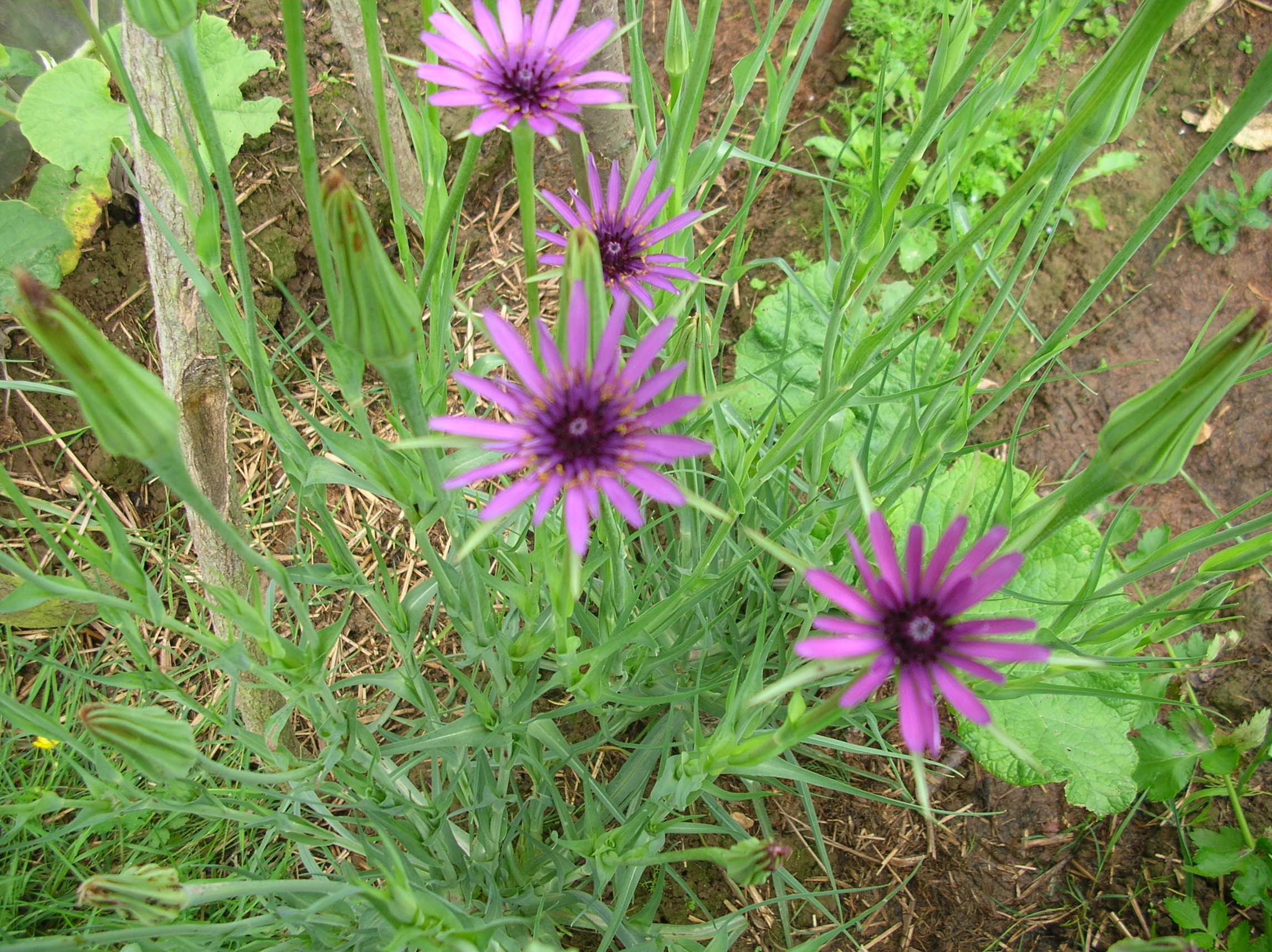

KwiatyNiebieskie, zebrane w koszyczki.
OwoceNiełupki.

## Zastosowanie
Roślina warzywna, uprawiana dla jadalnego korzenia i liści.